# Alcazar (Marseille)
Pour les articles homonymes, voir Alcazar.

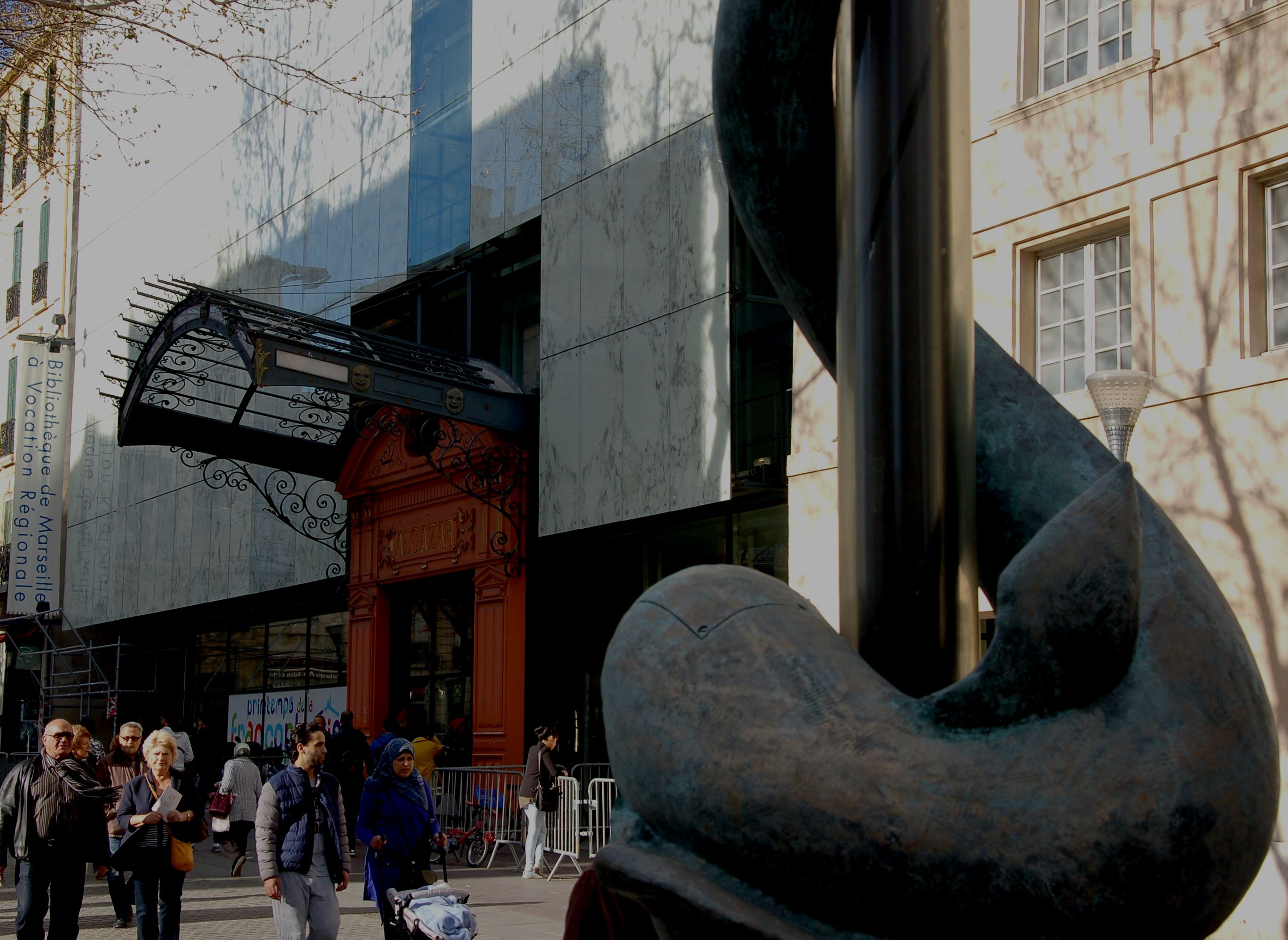
Vue de la bibliothèque depuis le Cours Belsunce.

Le Théâtre de l'Alcazar était une célèbre salle de spectacle - fondée au milieu du XIXe siècle - située au cœur du quartier de la bourse de Marseille, sur le cours Belsunce, près de la Canebière, à Marseille. Le site progressivement délaissé à partir des années 1960, accueille depuis 2004 une bibliothèque municipale à vocation régionale.

## Historique

### Création
Le Théatre de l'Alcazar Lyrique ouvre ses portes le 10 octobre 1857. L'inauguration, en présence des notables de la ville, dura deux jours avant que le public ne soit admis. La curiosité et l'envie du public aiguisées par les commentaires admiratifs des célébrités sur la qualité du spectacle et du service, octroyèrent une excellente publicité à la salle, que ses exploitants n’eurent aucune difficulté à remplir et renouveler.
Répondant aux tendances de l'époque, le style choisi par le propriétaire, Étienne Demolins, pour son café-concert, est dit de « fantaisie mauresque » car inspiré notamment par l’Alhambra de Grenade.
Ce visionnaire l'a érigé à grands frais sur un vaste site situé cours Belsunce, derrière le Vieux-Port et le Palais de la Bourse : celui d'une ancienne congrégation religieuse (la congrégation de Saint-Hommebon), site devenu au XIXe siècle celui des écuries des Transports Brousset. Celles-ci abritaient les chevaux de ses omnibus à l’impériale puis omnibus sur rails et d'autres attelages hippomobiles, des « pataches » jusqu'aux grands chariots de marchandises. En effet, avec la création de la Compagnie générale des omnibus de Marseille en 1856, les écuries des cours Belsunce et allées de Noailles ont été excentrées à Malpassé et à Bonneveine,.
La salle de café-concert peut accueillir 2 000 personnes attablées pour suivre le spectacle en buvant et fumant. Au-dessus de la salle, des galeries s'étagent jusqu'au poulailler resté célèbre. Des fêtes nocturnes et des spectacles d’été se déroulent dans le jardin. Dans les années 1860, l’Alcazar assoit sa réputation en accueillant les artistes locaux mais également les célébrités parisiennes. Son public ne tarde pas à acquérir une réputation d'exigence. De 1868 à 1890, l'Alcazar est un haut lieu de la pantomime à Marseille, d'abord avec Charles Deburau (jusqu'en 1871), puis Louis Rouffe (de 1874 à 1885) et enfin Séverin (Séverin Cafferra, dit) jusqu'à son départ à Paris.
Le 25 juin 1873, un incendie se déclare et détruit le théâtre, sans faire de victime corporelle. La salle rouvre ses portes 4 mois plus tard. Le 20 avril 1889, l'Alcazar bénéficie d'une rénovation au cours de laquelle est créée la porte d'entrée surmontée d'une marquise, toujours visible aujourd'hui et classée aux Bâtiments de France.
Plusieurs artistes célèbres du XXe siècle y font leurs débuts, tels que  Yves Montand ou Tino Rossi, ou s'y révèlent comme Dalida, Maurice Chevalier, Félix Mayol ou encore Fernandel, mais tous n'ont pas cette chance, le public marseillais ayant la réputation d'être impitoyable,. La salle est reconvertie en cinéma au début des années 1930.
Fermée durant la Seconde Guerre mondiale, elle connaît un regain d'activité à la Libération, mais concurrencée par la télévision à la fin des années 1950, elle connait une première faillite en 1964 avant de fermer définitivement ses portes le  9 août 1966 et d'être rachetée par un marchand de meubles, n'offrant au public que les restes d'une enseigne décrépie de type Art nouveau.

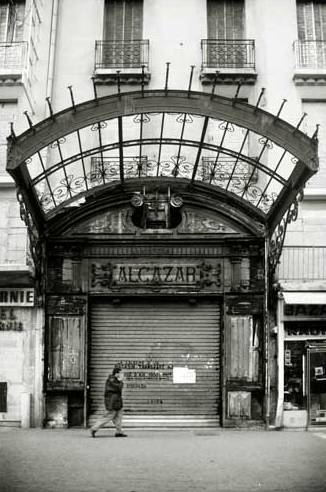
L'entrée de l'Alcazar avant sa reconversion en bibliothèque

### Reconversion
Le 30 mars 2004, l'Alcazar rouvre ses portes sous la forme d'une bibliothèque municipale à vocation régionale (BMVR) en remplacement de la bibliothèque Saint-Charles. Le projet des architectes Adrien Fainsilber et Didier Rogeon, élaboré en conformité avec la loi du 12 juillet 1985, dite loi MOP, décline ainsi sa « mission de base » :

« Construire une grande bibliothèque dans le secteur protégé du centre historique de Marseille, c’est créer un événement architectural important ; un édifice facilement identifiable qui reflète la spécificité, la modernité et la haute technologie de son contenu. La lumière naturelle inonde la rue intérieure ; une verrière la couvre sur toute sa longueur ; des brise-soleil la protègent et diffusent la lumière de manière indirecte. »

La presse salue l'événement, notant que  « sur les 12 BMVR de France, c'est la plus grande en surface publique »,.

### Difficultés
Depuis décembre 2017, des mouvements de grève tentent d’alerter sur le manque de moyens et d’effectifs,. Sa gestion et la mainmise du syndicat FO sont décriées.

## Description
La collection de la bibliothèque de l'Alcazar comprend près d’un million de documents, dont 350 000 en libre accès. La bibliothèque possède également des fonds documentaires patrimoniaux importants. On y retrouve notamment des manuscrits médiévaux, une collection de 143 incunables et les archives des Cahiers du Sud. D'une superficie totale de 18 000 m², le bâtiment compte 1000 places assises, une salle de conférence, un auditorium, un espace pour les heures du conte, une salle d'exposition, et 150 postes informatiques permettant l’accès à internet, au catalogue de la bibliothèque, et à des bases de données.
La bibliothèque est organisée en départements thématiques qui sont répartis sur quatre étages : Musique, Jeunesse, Société, Langues et Littératures, Sciences et techniques, Arts et Spectacles, Patrimoine, Civilisation , Documentation Régionale et Références.
En partenariat avec la Chambre de Commerce et les Archives Départementales de Marseille, la bibliothèque de l’Alcazar a contribué au projet de numérisation et de diffusion de l’Indicateur Marseillais, une collection d'annuaires datant de 1842 à 1914. Maintenant disponible pour consultation sur le site gallica.bnf.fr, ces annuaires regroupent des informations sur la ville de Marseille, les familles, les métiers, les entreprises et les quartiers de l'époque.

### Département Lire Autrement
Tous les services de la bibliothèque de l'Alcazar sont adaptés aux personnes à mobilité réduite et le département « Lire Autrement » propose des collections de livres et de périodiques en gros caractères et en braille, de même que des livres tactiles et des documents audio.

### Département L’île aux Livres
L’île aux Livres est un centre de ressources et de promotion de l'édition et de la littérature jeunesse. Véritable espace patrimonial, l'île aux Livres se veut un lieu de rencontres et d'échanges ouvert au public d'amateurs, de chercheurs, de professionnels et d'étudiants. Ce département propose à ses usagers des colloques, des journées d’études et des expositions, offre des formations et propose des comités de lecture. Le fonds documentaire jeunesse de la bibliothèque de l'Alcazar, dont la mission est de conserver la littérature jeunesse et d'en faire la promotion, regroupe plus de 32 000 documents patrimoniaux, dont des livres anciens et un dépôt légal.
De nombreuses personnalités issues du milieu de la littérature jeunesse ont pris part à des ateliers, des expositions et des journées professionnelles organisés par la bibliothèque. Parmi elles : Grégoire Solotareff, Nadja, Claude Ponti, Anthony Browne, David Carter, Roberto Innocenti. Par ailleurs, la bibliothèque de l'Alcazar a rendu disponibles, en partenariat avec la Bibliothèque nationale de France, plus d'une centaine d'ouvrages anciens de ce fonds de conservation sur le portail de gallica.bnf.fr.